# Julius Linder
Julius Linder (* 5. April 1878 in Göteborg; † 1. August 1942 in Wien) war ein österreichischer Politiker (SDAP). Linder war Mitglied des Wiener Gemeinderats und Stadtrat in Wien.
Linder kam als dreijähriges Kind nach Wien. Er besuchte nach der Volks- und Bürgerschule, die Handelsakademie und war danach als Handlungsreisender im Orient tätig. Im Anschluss trat er in die Nähmaschinenfabrik Singer ein, wo er sich bis zum Geschäftsführer hocharbeitete. Nach seinem Ausscheiden aus der Nähmaschinenfabrik 1909 arbeitete Linder 19 Jahre lang als Verkaufsdirektor in den Hammerbrotwerken. 
Linder trat 1901 der Sozialdemokratischen Arbeiterpartei bei und wurde 1908 zum Bezirksobmann-Stellvertreter in Währing gewählt. 1914 erfolgte die Wahl zum Obmann der Sozialdemokratischen Partei in Währing, 1916 wurde er von Bürgermeister Richard Weiskirchner in die Mietenkommission berufen. Nachdem Linder im Dezember 1918 in den provisorischen Wiener Gemeinderat berufen worden war, dem er bis 1934 angehörte, vertrat Linder die Sozialdemokraten zwischen 1919 und 1920 im Stadtsenat. Nach dem Tod von Franz Siegel am 30. Oktober 1927 rückte Linder in den Stadtsenat Seitz II nach und übernahm als neuer Amtsführender Stadtrat von Karl Richter das Ressort für Allgemeine Verwaltungsangelegenheiten. 1932 wechselte er im Stadtsenat Seitz III als Stadtrat in das Ressort Ernährungs- und Wirtschaftsangelegenheiten. Mit dem Ausbruch des Österreichischen Bürgerkriegs wurde Linder inhaftiert. Nach seiner Freilassung lebte er zurückgezogen in seiner Wohnung in Währing (Hofstattgasse 8). 
Linder war zwei Mal verheiratet, aus seiner ersten Ehe stammen zwei Söhne und zwei Töchter, sowie eine Tochter aus zweiter Ehe. Nach seinem Tod wurde Linder in einer Urne am Friedhof der Feuerhalle Simmering bestattet (Abteilung 1, Ring 2, Gruppe 6, Nummer 9).